# 梅冲湖路
梅冲湖路，是中国安徽省合肥市的一条东西向干道，得名自市内的梅冲湖水库，西起长丰县北城新区境内蒙城北路正接梅冲支路，东至瑶海区祥和路，全长17.1公里。梅冲湖路经过大众路、文忠路、铜陵北路、新蚌埠路、淮南北路、凤麟路、阜阳北路等道路。沿路有长丰县双墩初级中学、佳海工业城等。

## 轨道交通
█ 8号线：梅冲湖路站（在建）